# Escondite

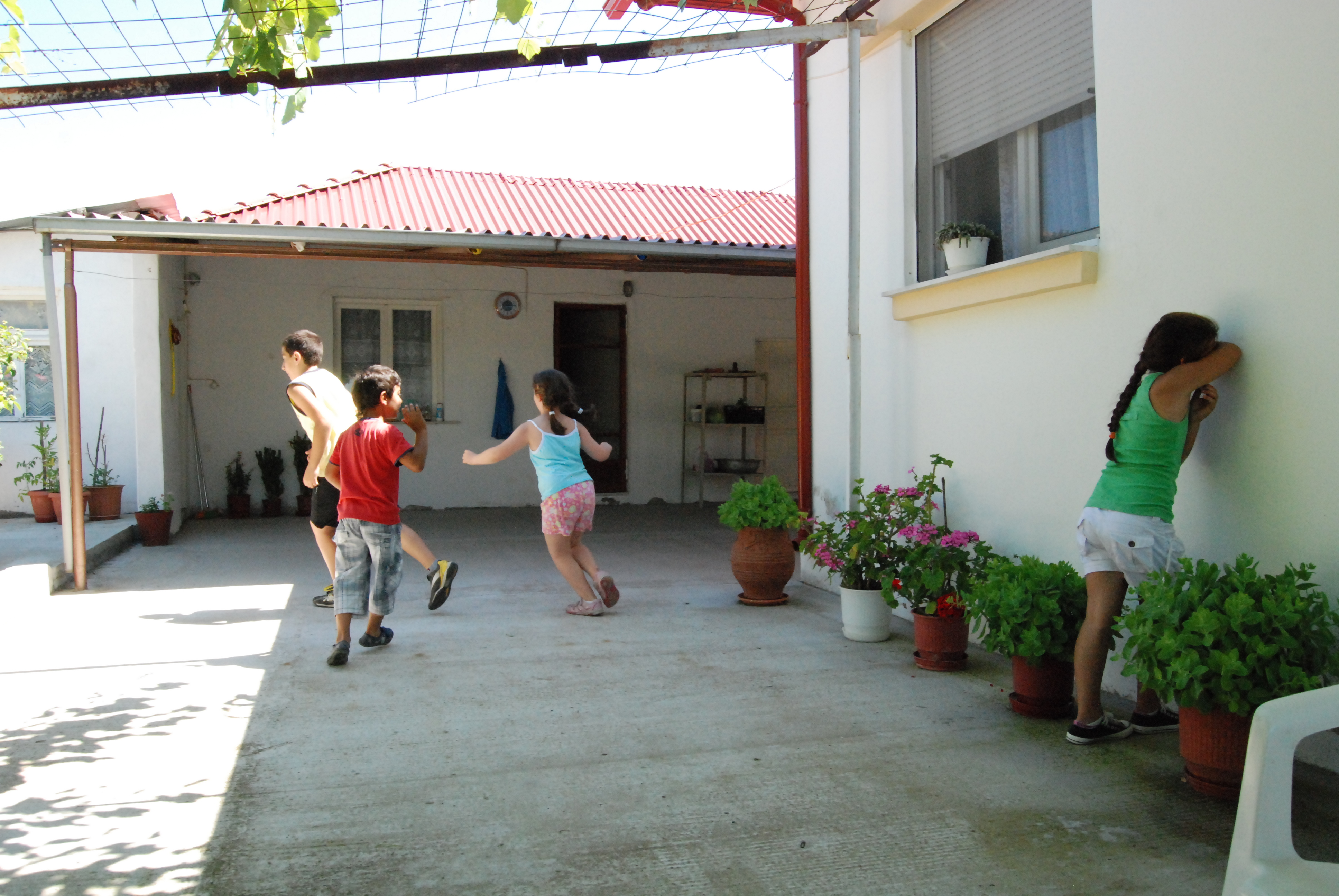
Niños jugando a las escondidas en el patio de una casa en Grecia.

El escondite o las escondidas es un juego popular que se juega mejor en zonas con potenciales puntos para ocultarse, tales como un bosque, un parque, un jardín o una casa grande.

## Reglas del juego
- El jugador debe contar a cierto número (que es impuesto por los demás integrantes del juego) y una vez que termina de contar, comienza su búsqueda.
- El jugador que busca, al contar no debe ver, se debe tapar los ojos, apoyarse a una pared para no tener visibilidad del espacio donde los demás jugadores se esconden o ambas cosas.
- El juego llega a su fin cuando todas las personas son encontradas, por lo que comienza de nuevo y al jugador que encontraron primero  tiene que contar (normalmente) hasta 10 o hasta el número que establezcan los demás jugadores.
- La mayoría de las veces no está permitido esconderse demasiado cerca del jugador que cuenta y es considerado "trampa".

En este caso, la primera persona que llega a ese punto es el siguiente que la paga, dependiendo de las normas locales.
- Si nadie la alcanza, sigue siendo el mismo.
- En una variante similar, cuando se ve a un jugador escondido, ambos emprenden una carrera para llegar a "chufa" primero. Si el jugador la toca primero que el que lo busca, se considera que no se puede coger. En el caso contrario, el jugador es capturado.
  - Esta variante se utiliza en Colombia, Perú y Argentina: ese lugar (la "chufa") se denomina "piedra", "buena y mala", "plazo", "pica", y es el mismo desde el que se realizó el conteo.
  - En esta versión, si el último jugador que permanece escondido alcanza la piedra antes que el que contó, generalmente al grito de "¡Salvación por mí!" "Salvación para mi y todos mis amigos", "libera", "plazo para todos los compas" a los jugadores capturados, y quien contó debe hacerlo nuevamente.
  - Caso contrario, el primer jugador capturado debe tomar su lugar.
- Una variante parecida a las anteriores consiste en utilizar como "chufa" un balón, de tal manera que los jugadores que han sido descubiertos, quedan liberados si alguno de los que queda en juego llega a chutar el balón antes de que el que "se la para", lo nombre tocando el mismo.

Entonces, los jugadores disponen de tanto tiempo para esconderse de nuevo como tarde el que los busca en devolver la pelota a su sitio.
- En otra variante, sólo se esconde un jugador mientras los demás cuentan. Todos ellos lo buscarán posteriormente.
- Cuando uno lo encuentra queda escondido junto a él mientras los demás siguen buscando.
- El juego finaliza cuando el último jugador encuentra a los otros.
- Él es el perdedor del juego y generalmente el siguiente en esconderse (aunque, a veces este papel se da al primero que ha encontrado el lugar del escondite).
- A veces cuando un jugador es descubierto puede haber una carrera desde su escondite hasta donde se dio la cuenta para esconderse, si se llega allí antes que el jugador que busca se puede uno "salvar" (No ser el próximo en buscar) o "salvar a todos los compañeros" (El juego con el jugador que busca se reinicia), en estos casos son comunes las expresiones "1-2-3 ¡Por mi!" o " 1-2-3 ¡Por mí y por todos mis amigos!" (esta forma es cuando nadie se ha librado) indicando que el jugador se ha salvado a sí mismo o a todos los compañeros respectivamente.[2]
- Hay dos formas para contar: el último en ser atrapado o el primero en ser atrapado.
- En poyo: El juego consiste en apoyarse sobre algún muro, pared o árbol con los ojos cerrados y popularmente se decide cuanto se debe contar usando "El Profesor Jirafales" que viene de la popular serie El Chavo del 8. Uno de los jugadores a esconderse lo que realizará es hacer toques con las manos en la espalda del jugador que va a buscar, cantando: "El Profesor Jirafales borró la pizarra y dejó un puntito." dicho esto el puntito de la frase lo hace tocando la espalda solo con algún dedo de una de las manos.

El que busca a los jugadores debe adivinar con qué dedo fue tocado al final de la frase, por cada error va aumentando 10 segundos el tiempo que debe contar hasta que encuentre el dedo correcto. Generalmente en las escondidas no suele ser necesario tocar a la persona como el juego de "Las Chapadas" o "Encantados" tan sólo el buscador al ver algún jugador dice la frase "Ampay (más el nombre del jugador)". Otras frases populares son "Plancha quemada" (cuando el buscador se equivoca de persona y dice Ampay con el nombre errado), "Perrito guardián" (esta frase lo dice algún jugador escondido o ya encontrado cuando el jugador buscador no se aleja mucho del lugar donde hace el conteo, haciendo imposible que algún jugador se salve). Los jugadores para salvarse deben tocar el muro del conteo diciendo "Ampay me salvo", el último jugador escondido luego de que los demás sean encontrados tiene la posibilidad de salvar a los demás llegando al lugar del conteo diciendo la frase "Ampay me salvo con todos mis compañeros" lo que hace que nuevamente cuente y busque el mismo jugador.
En Colombia se acostumbra decir, en vez de la interjección "ampay": "Un, dos, tres por (y el nombre del jugador encontrado)" o el que se salva exclama: "Un, dos, tres por mí".
- En Argentina: El juego consiste en apoyarse en la pared ("piedra") con los ojos cerrados, contar hasta cien en voz alta y cerrar la cuenta diciendo: "...98, 99, 100, Zapatilla de goma, el que no se escondió, se embroma, punto y coma!!..." o sino "el que no se escondió burro quedó, no cuento más ni para uno ni para dos!!...". A la vez, mientras uno cuenta, los otros buscan un lugar para esconderse. Luego cuando termina de contar, el que contaba comienza a buscar a los escondidos. Cualquier jugador escondido puede anticiparse y correr a la piedra y llegar antes que la persona que contó, y librarse a sí mismo (se dice: "pica", "partido" o "piedra", según zona geográfica y generación) quedando libre de ser el que va a contar la siguiente vez. El primero que sea descubierto por el que contó, al grito de "Piedra libre" apoyando la mano en la piedra para validar el descubrimiento, ese tiene que contar en la siguiente rueda, salvo que el último de todos los escondidos, logre librar a todos al grito de: "Piedra-libre para todos los compañeros". o "Piedra-libre para todos los compas".
- En Rumanía también se utiliza una expresión similar a la de Argentina : "Cine nui gata il iau cu lopata", que significa "Al que no esté listo, me lo llevo con la pala".
- En República Dominicana el pagador dice: "1, 2, 3, pisá-colá fulanito" cuando visualiza a alguien, dando tres golpes en el "tanny", es decir, árbol, pared o poste, que sirve de lugar convenido para que el pagador cuente hasta 100 con los ojos cerrados y que los jugadores escondidos deben alcanzar. Al terminar el conteo hasta 100, el pagador dice antes de abrir los ojos: "El que no se escondió, se quedó"...
- En Venezuela: El juego consiste en apoyarse en la pared "seguritas" y contar la cantidad de jugadores que están colocándole un 0 a la derecha, por ejemplo si hay 5 jugadores, se cuenta hasta 50. Luego los jugadores buscan donde esconderse, si un jugador sale y es visto por el que busca emprenden una carrera hasta la seguritas, si el jugador encontrado toca primero, dice "1, 2, 3 por mí!", y si el buscador llega primero dice "1, 2, 3 por (nombre del jugador)!", el primero en ser encontrado será el próximo en contar y si el último se salva gritará "1, 2, 3 por todos!", también en algunas partes de Los Andes, existe el que ayuda al buscador llamados "mantequillitas" o "perrito guardian", mayormente son niños pequeños, menores de 5 años, quienes acompañan y ayudan al buscador a encontrar los jugadores, ellos no pueden eliminar a ningún jugador pero si decirle al buscador donde se sitúan.